# Vigolant
Vigoulant és un municipi francès, situat al departament de l'Indre i a la regió de Centre – Vall del Loira. L'any 2007 tenia 132 habitants.

## Demografia

### Població
El 2007 la població de fet de Vigoulant era de 132 persones. Hi havia 52 famílies, de les quals 16 eren unipersonals (16 homes vivint sols), 20 parelles sense fills i 16 parelles amb fills.
La població ha evolucionat segons el següent gràfic:
Habitants censats

### Habitatges
El 2007 hi havia 116 habitatges, 58 eren l'habitatge principal de la família, 42 eren segones residències i 16 estaven desocupats. 115 eren cases i 1 era un apartament. Dels 58 habitatges principals, 50 estaven ocupats pels seus propietaris, 5 estaven llogats i ocupats pels llogaters i 3 estaven cedits a títol gratuït; 2 tenien una cambra, 7 en tenien dues, 13 en tenien tres, 16 en tenien quatre i 19 en tenien cinc o més. 30 habitatges disposaven pel capbaix d'una plaça de pàrquing. A 30 habitatges hi havia un automòbil i a 22 n'hi havia dos o més.

### Piràmide de població
La piràmide de població per edats i sexe el 2009 era:
| Homes | Edats   | Dones |
| ----- | ------- | ----- |
| 0     | 95 o +  | 0     |
| 0     | 90 a 94 | 0     |
| 4     | 85 a 89 | 0     |
| 4     | 80 a 84 | 4     |
| 0     | 75 a 79 | 4     |
| 4     | 70 a 74 | 4     |
| 4     | 65 a 69 | 8     |
| 4     | 60 a 64 | 0     |
| 4     | 55 a 59 | 0     |
| 0     | 50 a 54 | 4     |
| 0     | 45 a 49 | 0     |
| 8     | 40 a 44 | 12    |
| 4     | 35 a 39 | 8     |
| 8     | 30 a 34 | 4     |
| 0     | 25 a 29 | 0     |
| 0     | 20 a 24 | 0     |
| 0     | 15 a 19 | 0     |
| 0     | 10 a 14 | 8     |
| 4     | 5 a 9   | 4     |
| 4     | 0 a 4   | 12    |

## Economia
El 2007 la població en edat de treballar era de 72 persones, 47 eren actives i 25 eren inactives. De les 47 persones actives 36 estaven ocupades (21 homes i 15 dones) i 10 estaven aturades (6 homes i 4 dones). De les 25 persones inactives 9 estaven jubilades, 5 estaven estudiant i 11 estaven classificades com a «altres inactius».

### Ingressos
El 2009 a Vigoulant hi havia 56 unitats fiscals que integraven 119 persones, la mediana anual d'ingressos fiscals per persona era de 12.101 €.

### Activitats econòmiques
Dels 2 establiments que hi havia el 2007, 1 era d'una empresa de construcció i 1 d'una empresa d'hostatgeria i restauració.
L'any 2000 a Vigoulant hi havia 20 explotacions agrícoles que ocupaven un total de 475 hectàrees.

## Poblacions més properes
El següent diagrama mostra les poblacions més properes.